# عبد الله المبارك الصباح
عبد الله المبارك الصباح (23 أغسطس 1914 - 15 يونيو 1991)، نائب حاكم الكويت بفترة حكم الشيخ عبد الله السالم الصباح. هو أصغر أبناء الشيخ مبارك الصباح. عمل مساعدًا للشيخ علي الخليفة الصباح في دائرة الأمن العام، ثم أصبح مديرًا للدائرة نفسها عام 1942، وبعدها عين قائداً للجيش الكويتي عام 1954. استقال من جميع مناصبه عام 1961 وقرر أن يعتزل الحياة السياسية.

## ولادته ونشأته
ولد عبد الله بن مبارك بن صباح بن جابر الصباح في مدينة الكويت في 23 أغسطس 1914، في بيت الحكم لأسرة الصباح فوالده هو الشيخ مبارك الصباح حاكم الكويت السابع، وهو أصغر أبناءه، ووالدته هي شفيقة انطبعت طفولة عبدالله المبارك بجو البادية وتقاليدها فبعد وفاة أبيه ارضعته السيدة (( نوير )) زوجة مطلق ابو حديدة مع ابنتها (( هيا ))، وعندما شب قليلا أخذته عائلة "أبو حديدة" من قبيلة الرشايدة الى الصحراء لتربيته هناك، وهكذا فقد نشأ الشيخ نشأة البداوة   توفي والده وهو بعمر السنة فتولى أخوه حمد المبارك الصباح شؤون تربيته. درس بداية في أحد الكتاتيب وبعد ذلك انضم إلى صفوف المدرسة المباركية. تولى اثنان من إخوته الحكم هما جابر المبارك الصباح وسالم المبارك الصباح. شارك وهو في الثانية عشرة من عمره في حراسة «بوابة الشامية» إحدى بوابات سور الكويت.

## نشاطه الحكومي
- عمل مساعدًا للشيخ علي الخليفة الصباح مدير دائرة الأمن العام، وتولى مسؤولية مكافحة أعمال التهريب والإشراف على البادية.
- عين بعدها مديرًا لدائرة الأمن العام عام 1942 وذلك بعد وفاة الشيخ علي الخليفة الصباح، وأنشأ إدارة الجوازات والسفر عام 1949.
- تولى مهام نائب الحاكم في عهد الشيخ عبد الله السالم الصباح، وامتد نشاطه إلى العديد من المجالات، فأسس محطة «إذاعة الكويت» عام 1952 ثم أسس نادي الطيران ومدرسة الطيران عام 1953، ودائرة الطيران المدني عام 1956. كما أنه الرئيس الفخري للنادي الثقافي القومي.
- في عام 1959 دمجت دائرتا الشرطة والأمن العام في دائرة واحدة تحت رئاسته. وهو يعد أحد واضعي اللبنات الأساسية في بناء القوات المسلحة الكويتية منذ تعيينه قائدًا عاما للجيش عام 1954. دعا عام 1958 لانضمام الكويت إلى جامعة الدول العربية، وألغى تأشيرات الدخول بالنسبة للعرب رغم معارضة الوكيل السياسي البريطاني.
- أمرَ بإصدارِ أوَّلِ جوازِ سفرٍ كويتيٍّ، ووضَعَ التصوُّرَ لبناءِ جَيشِ الكويتِ وأهدافِهِ، وأشرَفَ على إنشاءِ ميناءِ الأحمدي، وافتتحَ النادي الأهلي الكويتي، وأعلنَ خُطَّةً لإنشاءِ إدارةِ خفَرِ السَّواحل.
- في أبريل 1961 استقال من جميع مناصبه وقرر اعتزال الحياة السياسية، ولكي يؤكد أن قراره نهائي أقام بالخارج حتى منتصف السبعينيات حيث عاد للاستقرار في الكويت.
- كانت له علاقات مع العديد من الشخصيات العربية منها الملك سعود بن عبد العزيز آل سعود والرئيس جمال عبد الناصر والرئيس محمد أنور السادات والرئيس سليمان فرنجيّة ورئيس وزراء لبنان عبد الله اليافي وغيرهم.
- خصص له بيت العثمان التاريخي في الكويت جناحا خاصا بمقتنياته.

## كتب ألفت عنه
ألفت عنه عدة كتب منها:
- صقر الخليج: عبد الله مبارك الصباح «تأليف سعاد الصباح 1995»
- تاريخ عبد الله مبارك الصباح في صور «تأليف سعاد محمد الصباح 2016»
- الشيخ عبد الله المبارك تاريخ وصور «تأليف د.محمد إبراهيم الشيباني 2003»
- عبد الله مبارك الصباح رجل الدولة الإنسان «تأليف د. محمد إبراهيم الشيباني 2010»
- كتب عنه نجله الشيخ مبارك عبد الله المبارك عدة مقالات نشرتها الصحافة الكويتية.

## حياته العائلية
تزوج من:
- حياة النقيب.
- الشيخة سعاد محمد الصباح.

وله من الأبناء:
- الشيخة نوال (مواليد 1954).
- الشيخ مبارك (ولد عام 1961 وتوفي عام 1973).
- الشيخ محمد (وزير شؤون الديوان الأميري) (ولد عام 1971).
- مبارك (بعد وفاة أخيه).
- الشيخة أمنية.
- الشيخة شيماء.